# Mühle (Heraldik)
Die Mühle, ob Wind- oder Wassermühle, ist in den Wappen verbreitet. Besonders die Einzelteile des alten teilmechanisierten Müllerhandwerks haben Einzug gehalten. Alle Mühlenteile sind, wie auch die Gesamtanlage, eine gemeine Figur in der Heraldik.
Ein Mühleisen im Wappen ist in der deutschen Heraldik nicht selten. Es wird als ein Symbol für das Müllerhandwerk verwendet. Genau genommen ist es die eiserne Nabe des Mühlsteines. Die komplette Darstellung von Nabe und Stein ist selten. Es gibt drei Grundtypen: H-förmig mit doppeltem Querstrich (viereckig gestaltete Mitte zwischen zwei voneinander abgewandten, pfahlweisen Bögen, die Enden nach rechts und links gebogen), eine sogenannte vierzackige Haue, der niederländische Typ mit rautenförmiger Mitte, die Arme nach oben und unten kelchförmig abstrebend und der Trapeztyp mit beidseitig trapezförmigen Fortsätzen (einfache Haue, zwei Steinverankerungen) und runder bzw. rautenförmiger, viereckig durchbohrter Mitte, standardmäßig pfahlweise dargestellt. Dazu gibt es Mischtypen. Die Blasonierung oder Wappenbeschreibung folgt den allgemeinen Regeln.
Im Wappenfeld beschränkt man sich aber nicht immer nur auf das Mühleisen oder den Mühlstein, sondern es wird auch das Mühl- oder Wasserrad dargestellt. Häufig ist auch die Mühle selbst als stilisiertes Bauwerk im Wappenschild oder nur das Windrad mit schragenweiser Anordnung der Einzelflügel.

Beispiele
Flügekreuz (Amt Burg-Sankt Michaelisdonn)
Blaue Bockwindmühle (Edewecht)
Komplette Windmühle (Eddelak)
Fünf Windmühlen, welfischer Löwe (Großburgwedel)
Flügelkreuz (Amt Hartum)
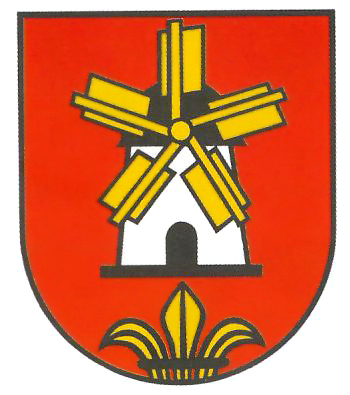
Windmühle Wendhausen mit fünf Flügeln
Bogenförmig geschärfter silberner Mühlstein im roten Feld
Mühleisen: Wappen von Mühlhausen/Thüringen
Siegel von New York City mit vier Flügeln
Zwei Mühleisen und Mühlstein (Mühlpfad)
Mühlrad (Mühldorf am Inn)
Mühlrad (Mühlheim am Main)
Goldenes Flügelkreuz auf blauem Grund (Krokau)
Zwei Mühleisen (Ruthweiler)
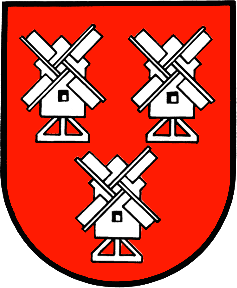
Drei silberne Bockwindmühlen (Söhlde)
Holländerwindmühle (Lübberstedt)
Getreidemühle: Mühlrad und Weizenähren (Uzwil)
Vier schräggekreuzte silberne Windmühlenflügel (Wintersheim)
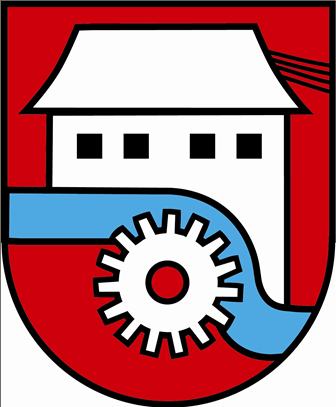
Wassermühle (Straschin)